# Autostrada A34 (Italia)
L'autostrada A34 si dirama dall'autostrada A4 presso lo svincolo di Villesse in direzione di Gorizia, terminando dopo 17 km a Sant'Andrea/Vertoiba dove poi prosegue come autostrada H4 slovena (a pagamento con la vignetta) che in ulteriori 99 km porta a Lubiana passando per Prevallo (Razdrto) e Postumia (Postojna). L'A34 è gestita da Società Autostrade Alto Adriatico.
L'autostrada prima dei lavori di riqualificazione era classificata come raccordo autostradale 17 (RA 17), già nuova strada ANAS 15 Villesse (A4) - Gorizia-Sant'Andrea (NSA 15). La classificazione A34 è stata accordata dal Ministero delle infrastrutture e dei trasporti con nota MIT-STRA 003964 del 31 luglio 2012.
Sono obbligatorie le dotazioni invernali dal 15 novembre al 15 aprile su tutta la tratta.

## Storia

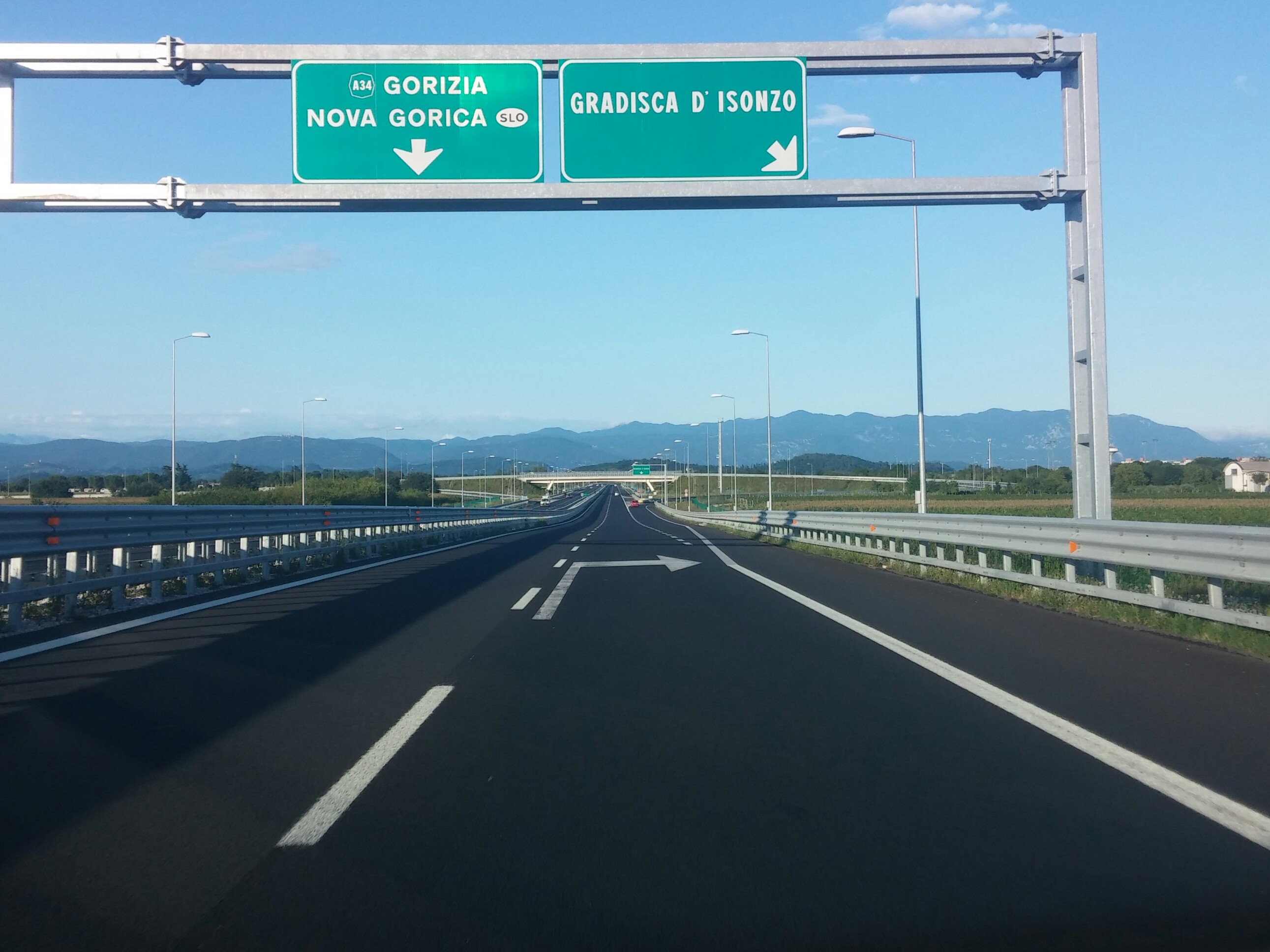
L'uscita per Gradisca d'Isonzo verso Gorizia dopo i lavori di riqualificazione

Il raccordo è stato aperto nel 1970, come raccordo autostradale e variante della SS 351 nel progetto di collegare tutti i capoluoghi di provincia del Friuli-Venezia Giulia alla Autostrada Venezia-Trieste. Mentre l'autostrada è stata inaugurata il 27 novembre 2013.

### I lavori di riqualificazione

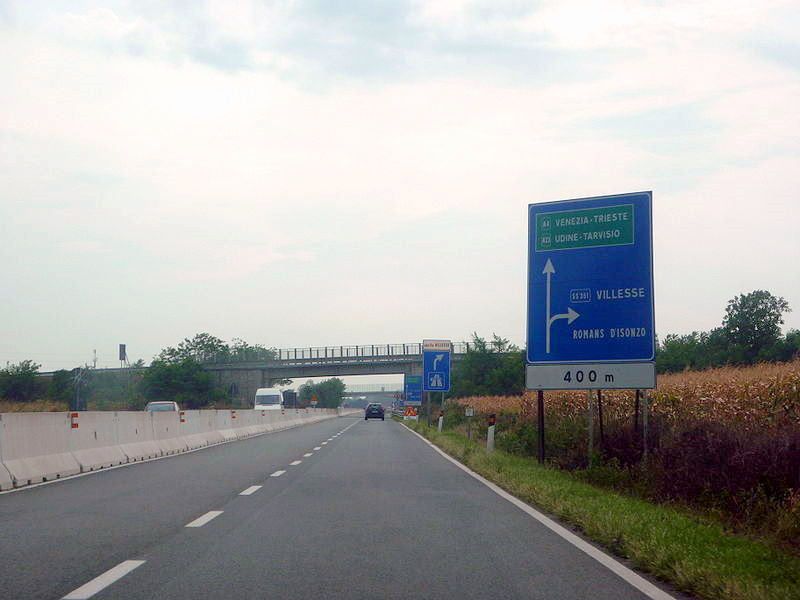
Il raccordo in direzione A4 prima dei lavori di adeguamento

Il RA 17 dall'apertura non era classificato come autostrada, ma come strada extraurbana secondaria (seppur a carreggiate separate), e quindi libero da pedaggio.
Era una strada a quattro corsie, due per senso di marcia, senza corsia d'emergenza. Le carreggiate, a partire dal 2007, erano separate da guard-rail in cemento tipo new-jersey, mentre ancora prima solamente da una doppia linea continua, similmente alla strada regionale 354 Latisana-Lignano; la classificazione RA 17 non appariva in nessun segnale stradale, infatti nei pannelli di identificazione dei cavalcavia e nei pannelli delle progressive chilometriche il raccordo era indicato come raccordo Villesse-Gorizia.
Il raccordo è stato in seguito riqualificato per il raggiungimento degli standard autostradali. I lavori sono iniziati il 12 dicembre 2009, sono costati 183747000 € (circa 20000000 € riservati per gli espropri) e sono stati eseguiti dall'ATI formata dalle imprese: I.CO.P. S.p.A. di Paolo Petrucco, Friulana Bitumi, SIOSS, Valle Costruzioni, Tomat. I lavori hanno previsto l'allargamento della carreggiata attuale da 14 metri a 25 metri con due corsie di marcia più quella d'emergenza, secondo le norme contenute nel D.M. 6792 del 2001 per le strade di tipo A (autostrade extraurbane). Sono state costruite due gallerie artificiali e un sottopasso ferroviario, oltre a ponti e viadotti; questi lavori hanno permesso di aumentarne la velocità massima ammessa a 130 km/h rispetto ai precedenti 80 km/h. Con ordinanza 97/13 della Società Autovie Venete (ora Società Autostrade Alto Adriatico) è stata disposta l'apertura del raccordo come autostrada il 15 ottobre 2013.

## Gestore
L'autostrada è gestita dalla fine del 2005 (quando non era ancora stata riqualificata) da Autovie Venete, prima era gestita dall'ANAS.

## Percorso

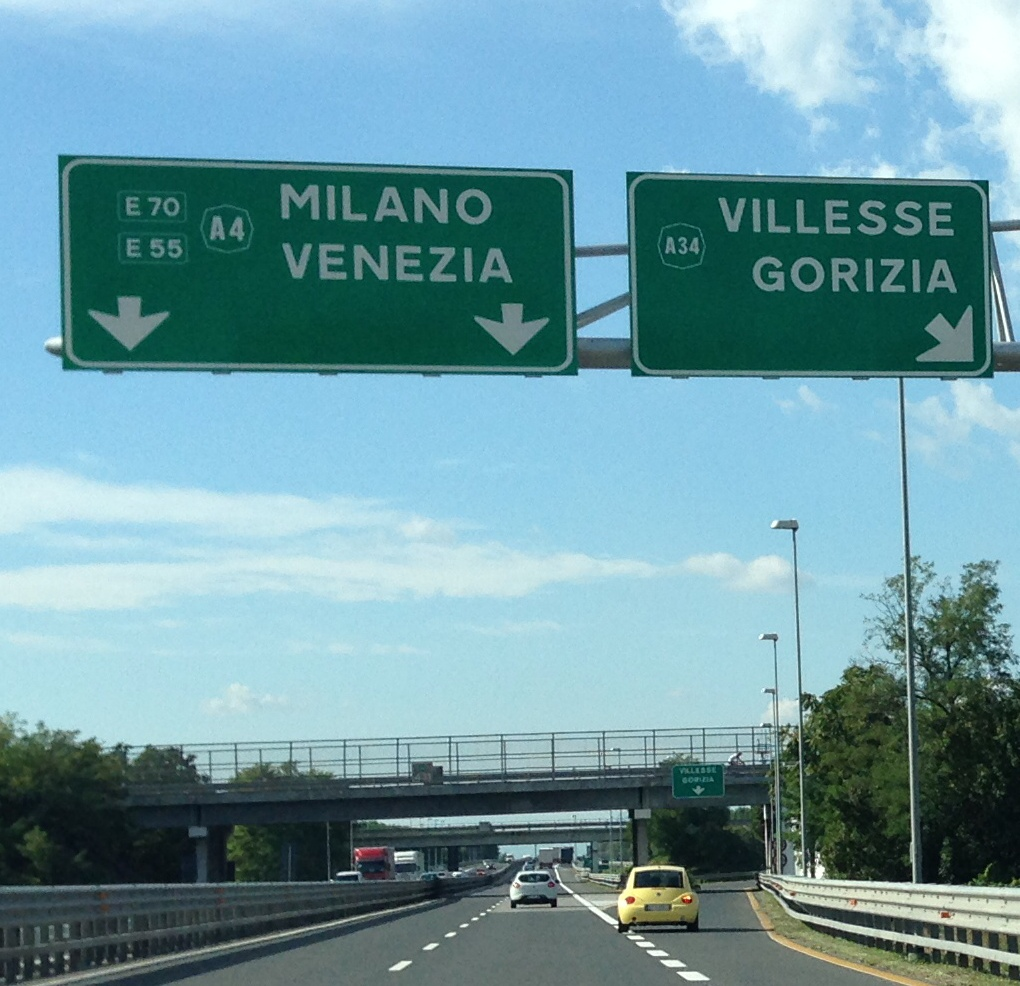
Segnaletica per l'A34 in A4 verso Venezia

| VILLESSE - GORIZIA |                                                 |      |           |
| Tipo               | Indicazione                                     | km   | Provincia |
|                    | Venezia - Trieste                               | 0    | GO        |
|                    | Barriera Villesse - Gorizia                     | 0,6  | GO        |
|                    | Villesse                                        | 1,7  | GO        |
|                    | Gradisca d'Isonzo                               | 6,2  | GO        |
|                    | Farra d'Isonzo                                  | 11,1 | GO        |
|                    | Gorizia Autoporto                               | 15,5 | GO        |
|                    | Gorizia                                         | 16,9 | GO        |
|                    | Confine di Stato Slovenia Nova Gorica - Razdrto | 17,0 | GO        |